# Шанкарагана III
Шанкарагана III (д/н — бл. 980) — 6-й магараджа держави Чеді й Дагали у 970—980 роках.

## Життєпис
Походив з раджпутського клану Калачура. Старший син магараджи Лакшманараджи II. Посів трон близько 970 року. Продовжив активну зовнішню політику. Згідно з написом у Джабалпурі, він переміг Віджаяпалу, магараджахіраджу Пратіхарів.
Ця поразка Пратіхарів призвела до боротьби за володіння останніх між Калачура і Чандела. Напис у Бхілсі вихваляється тим, що Вачаспаті, міністр Крішнапи, брата магараджи Дханги, завдав бл. 980 року поразки Шанкарагану III, в якій той загинув.
Наступником став його молодший брат Ювараджа II.